# Антоніо Рамірес Мартінес
Антоніо Мігель Рамірес Мартінес (ісп. Antonio Miguel Ramírez Martínez), відоміший як Тоньйо (ісп. Toño; 23 листопада 1986, Логроньо, Іспанія) — іспанський футболіст, воротар клубу «АЕК Ларнака».

## Життєпис
Кар'єру починав у клубі «Реал Сосьєдад B», за який грав у Сегунді Б упродовж п'яти сезонів, а також був другим воротарем в основній команді. У сезоні 2009/2010 виступав за «Тенерифе Б». 2012 року перейшов до Гвадалахари, за яку зіграв один сезон. Наступний сезон провів у клубі «Культураль Леонеса». 2014 року перейшов до кіпрського АЕК Ларнака, де впродовж двох сезонів був основним воротарем. У сезоні 2015/2016 зіграв за кіпрський клуб два матчі в Лізі Європи. 2016 року повернувся до «Реал Сосьєдад», де став дублером основного воротаря Рульї.